# Nedlitz (Potsdam)
Nedlitz est un village qui fait partie depuis 1935 de la commune de Potsdam, près de Berlin dans le Brandebourg. Il est bordé par le Jungfernsee, ce qui en fait un lieu de repos des Berlinois et des habitants de Potsdam.